# Xpress 200 IE
Xpress 200 IE是ATI的一款整合式晶片組，支援Intel平台。其中IE代表Intel Edition。它在2005年在CeBIT推出，可以支援Pentium D處理器，1066 MHz FSB。記憶體方面，支援雙通道DDR400/DDR-2 667記憶體。整合式顯示核心屬於X300級別，與Xpress 200一樣。相比上一代的9100 IGP，新增對DirectX 9的支援。南橋方面，可以配搭ATI自家的IXP400/450，若廠商不滿意其效能，可以改為選用ULi的M1573。
內建的顯示核心屬於X300級別，有兩條像素流水線。顯示核心的时脈是350 MHz，利用HyperMemory技術，可以分享系統記憶體為顯示記憶體。南北橋採用ALink連接，即PCI-Express。
下一代的晶片是RS600，與AMD平台的690G屬於同一級別。它可以支援最新的Intel Core 2，整合式核心屬於X700級別。在AMD收購ATI後，公司停止開發新的Intel平台晶片組。而此晶片組亦成為絕響。由於在AMD的收購行動前，ATI已製造了一些晶片組。為了儘快將產品賣出，AMD將大量的RS600一次過售給ABIT和ASRock。

## Xpress 200 IE晶元組列表
以下晶元組均支援双核心和1066 MHz外頻处理器，並支持DDRII-667：
- RD400 - 支援双通道記憶体，支持CrossFire，但不支持Pentium Extreme Edition处理器
- RS400 - 支援双通道記憶体，集成X300顯視核心
- RC400 - 支援单通道記憶体，集成X300顯視核心
- RC410 - 與RC400相同，但採用0.11微米製程
- RXC410 - 支援单通道記憶体，支持Pentium D

## SB450規格
- 支援2个PATA通道
- 支援4个SATA150接口
- 支援RAID 0和RAID 1
- 支援8个USB2.0接口
- 支援HD-Audio

註：SB450没有集成网絡卡
另外，主板廠商可搭配ULi的M1575南橋